# Esme cyaneovittata
Esme cyaneovittata är en trollsländeart som beskrevs av Fraser 1922. Esme cyaneovittata ingår i släktet Esme och familjen Protoneuridae. IUCN kategoriserar arten globalt som otillräckligt studerad. Inga underarter finns listade i Catalogue of Life.